# Мікродозінг
Мікродозінг (англ. microdosing) — практика використання дуже малих доз (мікродоз) наркотичних речовин з метою підняття фізичних та психологічних сил, підвищення креативності, працездатності, комунікабельності та ефективності у вирішенні завдань, досягнення емоційного балансу або ж для лікування тривоги, депресії чи залежності. На 2019 рік існує дуже мало доказів, які б підтверджували ці передбачувані ефекти. У цьому контексті мікродозінг вважається застосуванням гормезису.